# Teunis Braams

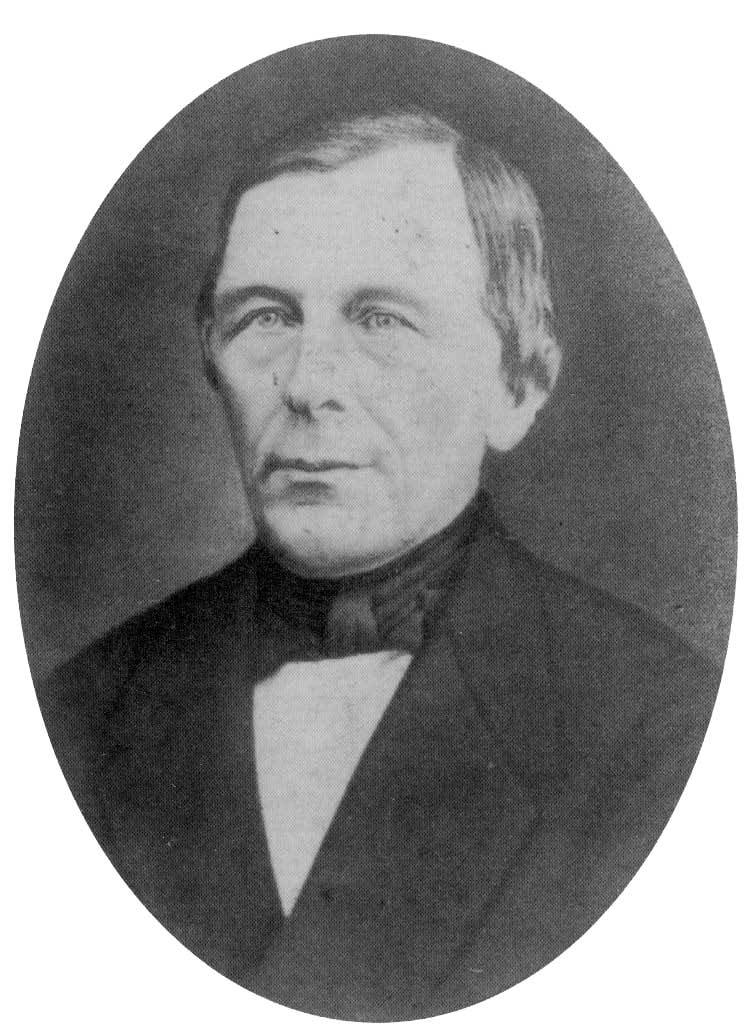
Teunis Braams circa 1870

Teunis Braams (Gieten, 11 april 1820 – Anloo, 13 mei 1893) was een Nederlandse burgemeester.

## Leven en werk
Braams, zoon van de schout van Gieten Jan Braams en Jantien Hogenesch, volgde zijn oudere broer Hinderikus op, na diens overlijden in 1849, als burgemeester van de gemeente Gasselte. Hij zou dit ambt vier jaar vervullen tot 1853. In dat jaar werd hij benoemd tot burgemeester van de gemeente Anloo. Hier zou hij 40 jaar lang burgemeester zijn. Gedurende zijn burgemeesterschap was het gemeentehuis gevestigd in Eext. Pas na zijn overlijden werd besloten om het gemeentehuis te verplaatsen naar Annen, waar het tot de opheffing van de gemeente Anloo per 1 januari 1998 zou blijven.
Braams was op 1 april 1847 te Anloo getrouwd met Geessien Oosting (1821-1908), dochter van de landbouwers Jan Oosting en Geessien Lunshof.